# Vila Nova da Barquinha
Vila Nova da Barquinha est une municipalité (en portugais : concelho ou município) du Portugal, située dans le District de Santarém et la région Centre.

## Géographie
Vila Nova da Barquinha est limitrophe :
- au nord, de Tomar et Abrantes,
- à l'est, de Constância,
- au sud, de Chamusca,
- au sud-ouest, de Golegã,
- à l'ouest, de Entroncamento,
- au nord-ouest, de Torres Novas.

## Démographie
| 1849  | 1900  | 1930  | 1960  | 1981  | 1991  | 2001  | 2004  | 2011  |
| ----- | ----- | ----- | ----- | ----- | ----- | ----- | ----- | ----- |
| 3 034 | 4 336 | 9 011 | 6 547 | 8 167 | 7 553 | 7 610 | 7 878 | 7 322 |

## Subdivisions
La municipalité de Vila Nova da Barquinha groupe 5 freguesias :
- Atalaia
- Moita do Norte
- Praia do Ribatejo
- Tancos, qui abrite un aérodrome militaire
- Vila Nova da Barquinha

## Jumelages
- Dissay (France)
- Madone (Italie)

## Personnalités
- António Gonçalves Curado (1894-1917), premier militaire du Corps expéditionnaire portugais mort au combat en France.